# 北野弘久
北野 弘久（きたの ひろひさ、1931年（昭和6年）1月28日 - 2010年（平成22年）6月17日）は、日本の法学者（租税法）。法学博士（立命館大学・論文博士・1974年）。日本大学法学部教授を経て、日本大学名誉教授。

## 人物
富山県富山市大広田生まれ。学位は法学博士（1974年）、税理士・弁護士資格保有。租税法を専攻し、納税を国民の権利としての側面から再評価した「納税者基本権論」を展開する。
国税不服審判所による審判や裁判所での判決に対して、憲法を基礎に国民を主体にした批判・研究を展開、多くの論文を発表した。
憲法を軸に置いた視点からの判例研究では嚆矢となる。裁判での証人も引き受け、納税者に有利な判決を勝ち取った点も高く評価される。一時期租税判例研究の分野で松沢智と双璧を成した。
豊田商事事件では、被害者弁護団長をつとめた。また「セブン‐イレブン会計マジックを糾す」という論文の中で、コンビニエンスストア大手のセブンイレブン方式では加盟店店舗の経営が「赤字」になってしまうことを指摘している。北野は、「コンビニの優良企業といわれるセブン‐イレブンの詐術は、豊田商事以上であるという感を深くしている」と論評しようとしたが、印刷直前に掲載情報を入手したセブン‐イレブン幹部社員による毎日新聞社への抗議で、その部分は削除された。
「九条科学者の会」呼びかけ人を務めていた。

## 略歴
- 1948年 - 旧制富山県立富山中学校（現・富山県立富山高等学校）卒業
- 1950年 - 旧制名古屋税務講習所卒業
- 1955年 - 立命館大学法学部卒業
- 1955年 - 国税庁入庁（研修生・首席にて修了）、大蔵省主税局に配属
- 1956年 - 大蔵省主税局税制第一課事務官
- 1958年 - 国税庁税務講習所教育官
- 1960年 - 大蔵省退官
- 1962年 - 早稲田大学大学院法学研究科公法学専攻（憲法学）修士課程修了。小野梓記念学術賞受賞（論文「租税法律主義の具体的内容の理論の構成と展開」
- 1962年 - 国士舘大学専任講師
- 1964年 - 日本大学法学部専任講師
- 1965年 - 上智大学法学部講師
- 1966年 - 日本大学法学部助教授
- 1968年 - 早稲田大学法学部講師
- 1969年 - 明治学院大学法学部講師、日本公認会計士協会実務補習所講師、日本民主法律家協会理事、日本税法学会常務理事、日本税法学会理事
- 1970年 - 文部省学術審議会専門委員
- 1971年 - 日本大学法学部教授
- 1972年 - 東京経済大学講師、日本法社会学会理事
- 1973年 - 国民税制調査会委員、日本土地法学会常任理事
- 1974年 - 法学博士（立命館大学）（学位論文「現代税法の構造」）
- 1974年 - 新潟大学人文学部講師、東京都立商科短期大学講師、自治大学校講師
- 1975年 - カリフォルニア大学バークレー校ロースクール客員研究員、日本大学大学院法学研究科委員、同大学院教授
- 1977年 - 東京大学社会科学研究所講師、国民税制調査会代表委員
- 1978年 - 名古屋大学大学院法学研究科講師、社団法人自由人権協会理事、租税法学会理事
- 1980年 - 民主主義科学者協会法律部会民科法律学校校長、北九州市立大学法学部講師
- 1981年 - 弁護士登録（東京弁護士会会員）
- 1982年 - 獨協大学大学院法学研究科講師、大阪市立大学大学院法学研究課講師、国際租税法協会会員、沖縄大学法学科講師
- 1985年 - 東京豊田商事被害者弁護団団長、日本地方自治学会会計監査
- 1988年 - 行財政総合研究所設立に参画
- 1989年 - 日本大学法学部研究委員会副委員長、島根大学法文学部講師
- 1991年 - 日本財政法学会理事長
- 1992年 - 日本大学法学部図書館副館長
- 1993年 - 日本民主法律家協会代表理事、日本国際法律家協会理事
- 1995年 - 日本租税理論学会理事長、日本国際法律家協会副会長
- 1996年 - 日本大学法学部比較法研究所所長、日本大学総合科学研究所所員、税理士登録（東京税理士会会員）、日本法社会学会監事、金沢大学法学部講師
- 1997年 - 日本学術会議会員、西南政法大学（中国・重慶）、吉林大学（中国・長春）にて招聘教授として講義
- 1998年 - 日本大学法学部図書館館長
- 2000年 - 西南政法大学名誉教授、日本民主法律家協会理事長、日本土地法学会評議員
- 2001年 - 日本財政法学会顧問・名誉会員、日本大学名誉教授

## 著書

### 単著
- 『税法の基本原理 その具体的考察』中央経済社、1961年8月。
  - 『税法の基本原理』（増補版）中央経済社、1962年9月。
- 『税法判例研究』中央経済社、1964年10月。
- 『税法講義』中央経済社、1970年5月。
  - 『税法講義』（第2版）中央経済社、1971年5月。
  - 『税法講義』（改訂版）中央経済社、1973年。
  - 『税法講義』（改訂版）中央経済社、1981年。
- 『税法学の基本問題』成文堂、1972年7月。ISBN 9784792300999。
- 『現代税法の構造』勁草書房、1972年1月。
- 『新財政法学・自治体財政権』勁草書房、1977年10月。
- 『企業・土地税法論』勁草書房、1978年5月。
- 『税法解釈の個別的研究』 1巻、学陽書房、1979年6月。ISBN 9784313312043。
  - 『税法解釈の個別的研究』 2巻、学陽書房、1982年12月。ISBN 9784313312050。
  - 『税法解釈の個別的研究』 3巻、学陽書房、1987年10月。ISBN 9784313312135。
- 『憲法と地方財政権』勁草書房〈現代法選書 9〉、1980年3月。
- 『納税者の権利』岩波書店〈岩波新書〉、1981年11月。ISBN 9784004201748。
- 『憲法と税財政』三省堂、1983年4月。
- 『税法学原論』青林書院〈青林教科書シリーズ〉、1984年7月。
  - 『税法学原論』（第2版）青林書院〈青林教科書シリーズ〉、1988年4月。
  - 『税法学原論』（第3版）青林書院〈青林教科書シリーズ〉、1992年10月。
  - 『税法学原論』（第4版）青林書院〈青林教科書シリーズ〉、1997年4月。
  - 『税法学原論』（第5版）青林書院〈青林教科書シリーズ〉、2003年6月。
  - 『税法学原論』（第6版）青林書院〈青林教科書シリーズ〉、2007年12月。ISBN 9784417014447。
  - 『税法学原論』黒川功補訂（第7版）、勁草書房、2016年9月。ISBN 9784326403257。
  - 『税法学原論』黒川功補訂（第8版）、勁草書房、2020年2月。ISBN 9784326403745。
- 『サラリーマン税金訴訟 納税者の権利の昂まりのために』税務経理協会、1986年1月。ISBN 9784419001636。
- 『サラリーマン税金訴訟 納税者の権利の昂まりのために』（増補版）税務経理協会、1990年7月。ISBN 9784419014230。
- 『売上税 日本経済はどうなるか』岩波書店〈岩波ブックレット No.84〉、1987年3月。ISBN 9784000030243。
- 『直接税と間接税 暮しは変わるか財政はどうなるか』岩波書店〈岩波ブックレット No.105〉、1987年12月。ISBN 9784000030458。
- 『消費税 国民生活はどうなるか』岩波書店〈岩波ブックレット No.119〉、1988年8月。ISBN 9784000030595。
- 『消費税はエスカレートする』岩波書店〈岩波ブックレット No.134〉、1989年6月。ISBN 9784000030748。
- 『消費税と地方自治』労働教育センター、1989年6月。
- 『納税者基本権論の展開』三省堂〈現代法学者著作選集〉、1992年3月。ISBN 9784385313214。
- 『税法学の実践論的展開』勁草書房、1993年7月。ISBN 9784326970292。
- 『現代企業税法論』岩波書店、1994年5月。ISBN 9784000006286。
- 『消費税は廃止できる 消費税アップー 戦後最大の増税のからくり』BOC出版部〈道しるべブックス 5〉、1994年12月。ISBN 9784893060310。
- 『税理士制度の研究』税務経理協会、1995年10月。ISBN 9784419024482。
  - 『税理士制度の研究』（増補版）税務経理協会、1997年5月。ISBN 9784419027766。
- 『5%消費税のここが問題だ』岩波書店〈岩波ブックレット No.414〉、1996年11月。ISBN 9784000033541。
- 『税法問題事例研究』勁草書房、2005年9月。ISBN 9784326402342。

### 編集
- 『図解税務会計ノート』学芸書房〈税務経理講座 別冊〉、1963年4月。
- 『コンメンタール相続税法』勁草書房、1974年8月。
- 『質問検査権の法理』成文堂、1974年2月。ISBN 9784792301002。
- 『税法の基本原理』学陽書房〈日本税法体系 判例研究 1〉、1978年8月。
  - 『租税実体法 1』学陽書房〈日本税法体系 判例研究 2〉、1979年3月。
  - 『租税実体法 2・租税手続法 1』学陽書房〈日本税法体系 判例研究 3〉、1980年4月。
  - 『租税実体法 3・租税手続法 2』学陽書房〈日本税法体系 判例研究 4〉、1980年11月。
- 『現代税法事典』中央経済社、1984年5月。
  - 『現代税法事典』（第2版）中央経済社、1992年11月。ISBN 9784502721762。
- 『現代税法講義』法律文化社〈NJ叢書〉、1989年3月。
  - 『現代税法講義』（改訂版）法律文化社〈NJ叢書〉、1991年3月。
  - 『現代税法講義』（2訂版）法律文化社〈NJ叢書〉、1994年4月。
  - 『現代税法講義』（3訂版）法律文化社〈NJ叢書〉、1999年5月。
  - 『現代税法講義』（4訂版）法律文化社〈NJ叢書〉、2005年4月。
  - 『現代税法講義』（5訂版）法律文化社〈NJ叢書〉、2009年5月。ISBN 9784589031648。

### 翻訳
- S.N.フロォンメル『欧米の国際企業課税』成文堂、1984年8月。ISBN 9784792301019。

### 共編著
- 西山恒治、北野弘久『所得税法』学芸書房〈税務経理講座 第4〉、1962年9月。
- 北野弘久、清永敬次『税法用語小辞典』中央経済社、1971年。
  - 北野弘久、清永敬次『税法用語小辞典』（改訂版）中央経済社、1975年11月。
- 宮坂富之助・北野弘久共編 編『豊かに生きる権利 経済生活と人権』法律文化社〈現代の人権双書 9〉、1972年6月。ISBN 9784589009821。
- 北野弘久・兼子仁共編 編『市民のための行政争訟』勁草書房、1981年1月。ISBN 9784326400195。
- 中村一彦・北野弘久共編 編『企業と現代法 法学入門の一つの試み』勁草書房〈現代法選書 16〉、1983年1月。ISBN 9784326498130。
- 小林直樹・北野弘久共編 編『現代財政法の基本問題』岩波書店、1987年6月。ISBN 9784000005937。
- 北野弘久・一瀬敬一郎共編 編『成田治安法・いま憲法が危ない 三里塚農民の抵抗と最高裁大法廷判決』社会評論社、1992年11月。ISBN 9784784504442。
- 北野弘久、湖東京至『消費税革命・ゼロパーセントへの提言 「福祉税」構想批判』こうち書房、1994年3月。ISBN 9784876472420。
  - 北野弘久、湖東京至『消費税革命・ゼロパーセントへの提言 「福祉税」構想批判』（改訂版）こうち書房、1994年11月。
- 北野弘久・小池幸造・三木義一共編 編『争点 相続税法』勁草書房、1995年2月。
  - 北野弘久・小池幸造・三木義一共編 編『争点 相続税法』（補訂版）勁草書房、1996年9月。ISBN 9784326401666。
- 北野弘久、谷山治雄『日本税制の総点検』勁草書房、2008年10月。ISBN 9784326450886。

### 共訳
- ヘリーン・E.シューウォーツ 著、北野弘久・神長勲・神長百合子 訳『ローヤリング』勁草書房、1986年6月。ISBN 9784326450329。

### 記念論文集
- 板倉宏・吉田善明共編 編『納税者の権利 北野弘久教授還暦記念論文集』勁草書房、1991年6月。ISBN 9784326401444。
- 北野弘久先生古稀記念論文集刊行会編 編『納税者権利論の展開』勁草書房、2001年6月。ISBN 9784326402021。
- 北野弘久先生追悼論集刊行委員会編 編『納税者権利論の課題』勁草書房、2012年5月。ISBN 9784326402748。